# Pierre Webó
Pierre Achille Webó Kouamo (Bafoussam, 1982. január 1. –) kameruni válogatott labdarúgó.  2018-tól az Uruguayi Nacional Montevideo csapatában játszik.

## Pályafutása
Az európai pályafutását 2002-ben kezdte a madridi CD Leganés-szel, ezután a következő szezonban a CA Osasuna-hoz költözött, akinek 6 gólt szerzett 2005-06-ban, mellyel hozzájárult a Navarraiaknak megszerezni a La Liga negyedik helyét, amely Bajnokok Ligája-selejtezőt ért, ahol végül veszítettek a Hamburger SV ellen.
Az elmúlt években kulcsfigurává vált a kameruni sérelmekben, együtt Samuel Eto'o-val, és szerzett egy mesterhármast az országa számára az Elefántcsontpart elleni 3-2-es győzelemkor a 2006-os labdarúgó-világbajnokság selejtezőjében, de a csapata nem utazott Németországba, pontosan a fent említett okok miatt.

## Sikerei, díjai

### Klub
Nacional
- Uruguayi Primera División: 2001, 2002

Osasuna
- Spanyol kupa – döntős: 2004–05

Fenerbahçe
- Süper Lig: 2013–14
- Török kupa: 2012–13
- Török szuperkupa: 2014

### Egyéni
- Copa Sudamericana legtöbb gólszerző (megosztva): 2002